# Ne, Liguria
Ne là một đô thị ở tỉnh Genova thuộc vùng Liguria, nằm ở vị trí cách khoảng 40 km về phía đông của Genova. Tại thời điểm ngày 31 tháng 12 năm 2004, đô thị này có dân số 2.334 người và diện tích là 64,1 km².
Đô thị Ne có các frazioni (đơn vị cấp dưới, chủ yếu là thôn làng) Conscenti, Campo di Ne, Chiesanuova, Pontegaggia, Santa Lucia, Osti, Pontori, Terisso, Frisolino, Nascio, Cassagna, Statale, Reppia, Arzeno, Tolceto, Sambuceto, Piandifieno, Caminata, Iscioli, Liggi, Zerli, và Gosita.
Ne giáp các đô thị sau: Borzonasca, Carasco, Casarza Ligure, Cogorno, Lavagna, Maissana, Mezzanego, Sestri Levante, Varese Ligure.